# Elsa (Yukon)
Pour les articles homonymes, voir Elsa.
Elsa est une ancienne cité minière du Yukon au Canada, où on exploite le minerai de plomb, de zinc et d'argent. Elle est située entre la vallée de la rivière Stewart au sud et les monts Mackenzie au nord, à 700 kilomètres de Whitehorse et à 600 kilomètres de la frontière est avec l'Alaska. Elle se trouve au kilomètre 97 du Silver Trail.
En 1950, Elsa était le second producteur d'argent an Canada et le quatrième dans le monde.
En 1989, sa population est partie, à la suite de la fermeture des mines, et les installations furent démantelées. Aujourd'hui, il ne reste que des vestiges historiques de l'activité de la ville.